# Odontophrynus cordobae
Odontophrynus cordobae är en groddjursart som beskrevs av Adolfo L. Martino och Ulrich Sinsch 2002. Odontophrynus cordobae ingår i släktet Odontophrynus och familjen Cycloramphidae. IUCN kategoriserar arten globalt som livskraftig. Inga underarter finns listade i Catalogue of Life.